# Тропічні та субтропічні дощові ліси
Тропі́чні і субтропі́чні воло́гі широколисті ліси́, також відомі як Тропічні (і субтропічні) дощові ліси — тропічний і субтропічний лісовий біом, тип дощового лісу. 

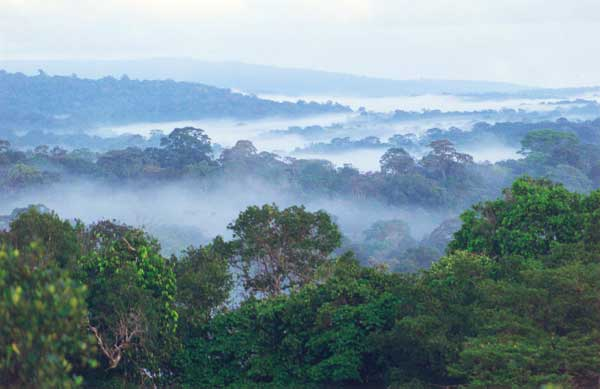
Вологі тропічні ліси Гаяни

 Цей біом включає декілька видів лісів, зокрема низовинні тропічні дощові ліси, які отримують високу кількість опадів протягом всього року; вологі листопадні і напів-вічнозелені ліси, з високою повною кількістю опадів, але з сильними сезонними варіаціями; гірські дощові ліси що зустрічаються в дещо холодніших гірських областях, та прісноводі болотні ліси і торф'яні болотні ліси. Географічно, тропічні дощові ліси знаходяться в екваторіальному поясі та у вологих субтропіках, вони характеризуються теплим, вологим кліматом з високою кількістю опадів протягом всього року. Тропічні і субтропічні лісові регіони з нижчою кількістю опадів називаються тропічними і субтропічними сухими широколистими лісами і тропічними і субтропічними хвойними лісами.

Поширення тропічних дощових лісів на Землі

Тропічні дощові ліси звичайні в кількох земних екологічних зонах, зокрема частини Афротропіків (екваторіальна Африка), Індомалаї (частини Індійського субконтиненту і Південно-східної Азії), Неотропіків (північна Південна Америка і Центральна Америка), Австролазії (східна Індонезія, Нова Гвінея, північна і східна Австралія), і Океанії (тропічні острови Тихого океану). Приблизно половина тропічних дощових лісів світу знаходяться в Південно-американських країнах Бразилії і Перу. Дощові ліси зараз покривають близько 5 % земної суші. А раніше було 12 %.
Крім значної кількості опадів тропічні дощові ліси характеризуються великою кількістю постійних (в протилежність мігруючим) видів тварин і величезною біорізноманітністю флори і фауни. За оцінками вчених більш ніж половина всіх видів рослин і тварин світу живуть в цих лісах.

## Поширення

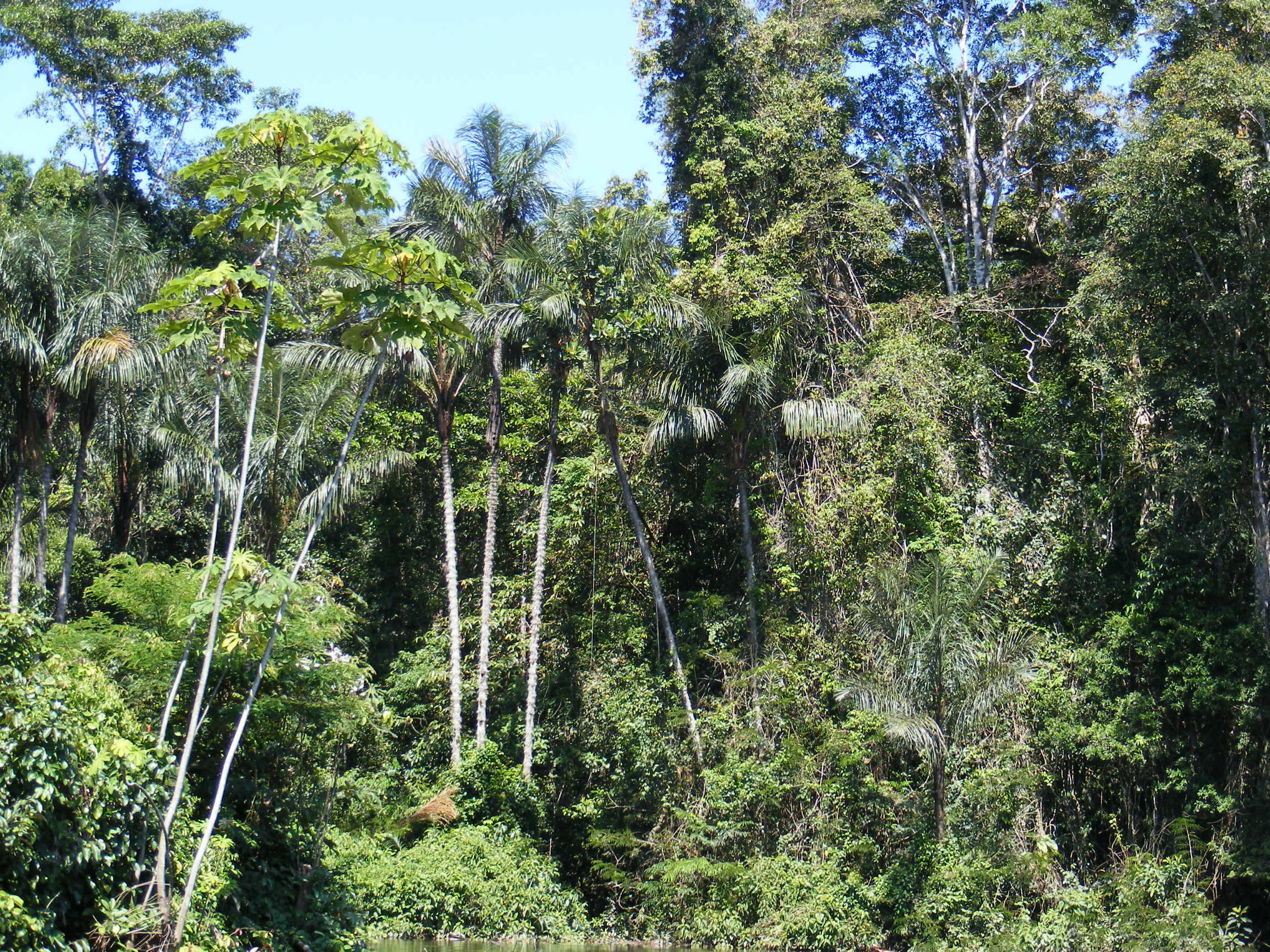
Екваторіальний дощовий ліс, басейн верхньої Амазонки

Найбільші тропічні дощові ліси існують в басейні річки Амазонки (Амазонський тропічний ліс), в Нікарагуа, в південній частині півострова Юкатан (Гватемала, Беліз), на більшій частині Центральної Америки, в екваторіальній Африці від Камеруна до Демократичної Республіки Конґо, в багатьох районах Південно-східній Азії від М'янми до Індонезії і Папуа Нової Гвінеї, та в австралійському штаті Квінсленд.

## Загальна характеристика
Для вологих тропічних лісів характерні:
- наявність 4-5 ярусів дерев, відсутність чагарників, велика кількість епіфітів, епіфілів і ліан;
- переважання вічнозелених дерев з крупним вічнозеленим листям, слабо розвиненою корою, бруньками, не захищеними бруньковими нирковими чешуйками, в мусонних лісах — листопадні дерева;
- утворення квіток, а потім плодів безпосередньо на стовбурах і товстих гілках (кауліфлорія).

## Дерева

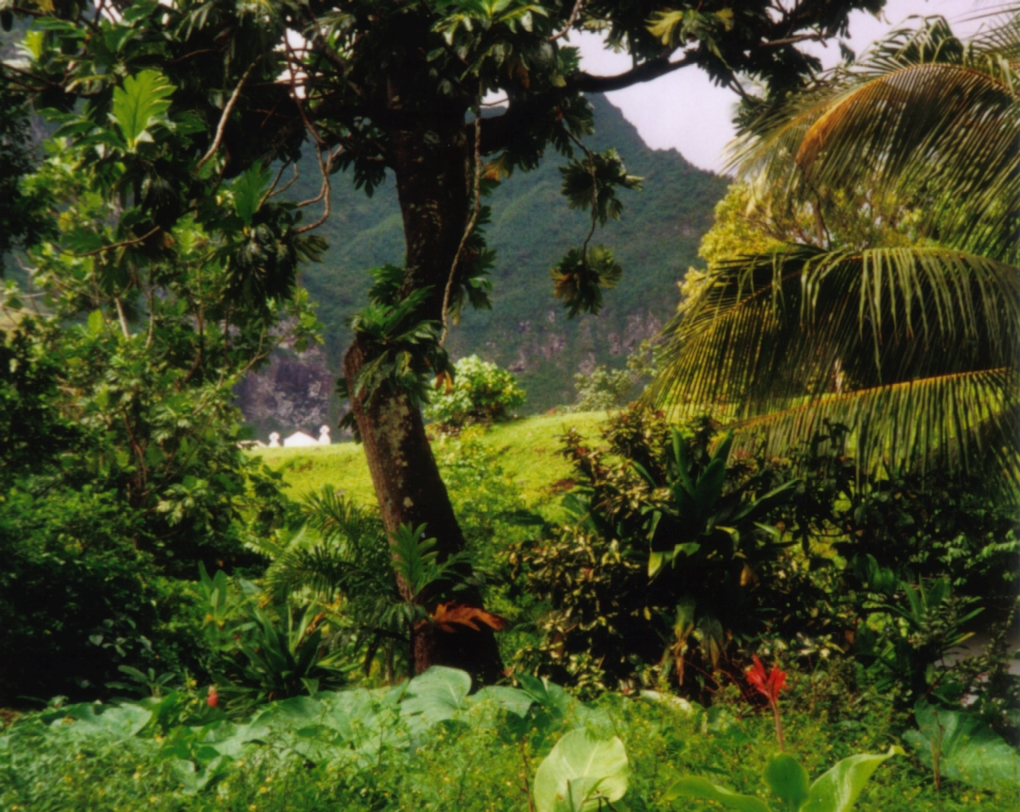
Тропічний ліс на Маркізьких островах

Дерева у вологих тропічних лісах мають кілька загальних характеристик, які не спостерігаються у рослин менш вологого клімату.
Основа стовбура у багатьох видів має широкі, дров'янисті виступи. Раніше вважалося, що ці виступи допомагають дереву утримувати рівновагу, зараз же вважають, що по цих виступах вода з розчиненими живильними речовинами стікає до коріння дерева. Широке листя також є звичайною справою у дерев, чагарників і трав нижніх ярусів лісу. Високі молоді дерева, що ще не досягли верхнього ярусу, також мають ширше листя, яке потім зменшується з висотою. Широке листя допомагає рослинам краще засвоювати сонячне світло під кромками дерев лісу, і вони зверху захищені від дії вітру. Листя верхнього ярусу, що створює навіс, зазвичай має менші розміри і сильно порізані, щоб зменшити тиск вітру. На нижніх поверхах листя часто звужене на кінцях так, що це сприяє швидкому стіканню води і перешкоджає розмноженню на них мікробів і моху, що руйнують листя.
Верхівки дерев часто дуже добре зв'язані між собою за допомогою ліан або рослин — епіфітів, що ростуть на них. Іншими характеристиками вологого тропічного лісу можуть служити незвичайно тонка (1—2 мм) кора дерев, іноді покрита гострими шипами або колючками; наявність квітів і фруктів, що ростуть прямо на стовбурах дерев; велика різноманітність соковитих фруктів, що привертають птахів, ссавців і навіть риб, що харчуються розпорошеними частинками.

## Ґрунти
Незважаючи на пишну рослинність, якість ґрунтів в таких лісах не найкраща. Швидке гниття, викликане бактеріями, заважає накопиченню гумусного шару. Концентрація оксидів заліза і алюмінію внаслідок латеризації ґрунту (процес зменшення вмісту кремнезему у ґрунті з одночасним збільшенням окислів заліза і алюмінію) забарвлює ґрунт в яскраво-червоний колір і іноді утворює родовища мінералів (наприклад бокситів). На молодих основах, особливо вулканічного походження, ґрунти можуть бути досить родючими.